# Plymouth Pronto
Der Plymouth Pronto war ein Konzeptfahrzeug im Retro-Look, das Plymouth 1997 veröffentlichte. Das Konzept war ein Fünftürer mit 115 PS, der jedoch nie serienmäßig produziert wurde und später als Inspiration für den Chrysler PT Cruiser diente.
Mit dem Pronto zielte Plymouth darauf ab, eine jüngere Generation von Käufern anzusprechen. Diese Generation wollte laut Plymouth ein einzigartiges, spaßiges Auto, dessen Design keinem anderen Automobil zu der Zeit gleichen sollte. Dies wurde durch die Verschmelzung von damals modernen Designelementen mit einem Retro-Styling erreicht. So ist z. B. die Front mit großem Kühlergrill und geteilter Stoßstange vom ähnlich retro-gestylten Plymouth Prowler übernommen und in die Sedan-Plattform integriert. Der Pronto war zudem ausgestattet mit einem faltbaren Stoffdach. Er wurde nie serienmäßig produziert, diente aber als Inspiration für zwei weitere Konzeptwagen im gleichen Stil: Dem Plymouth Pronto Spyder und Plymouth Pronto Cruizer (beide nie in Serienproduktion). Letztendlich inspirierte der Pronto maßgeblich das Design des PT Cruisers, der nach dem Ende der Marke Plymouth in 2001 stattdessen von Chrysler produziert und verkauft wurde.